# Saint-Martin-lès-Seyne
Saint-Martin-lès-Seyne – miejscowość i gmina we Francji, w regionie Prowansja-Alpy-Lazurowe Wybrzeże, w departamencie Alpy Górnej Prowansji.

## Demografia
Według danych na rok 1990 gminę zamieszkiwało 15 osób, a gęstość zaludnienia wynosiła 1 osób/km². W styczniu 2015 r. Saint-Martin-lès-Seyne zamieszkiwało 17 osób, przy gęstości zaludnienia wynoszącej 1,4 osób/km².